# باك ليونارد
باك ليونارد (بالإنجليزية: Buck Leonard) هو لاعب كرة قاعدة أمريكي، ولد في 8 سبتمبر 1907 في روكي ماونت في الولايات المتحدة، وتوفي بنفس المكان في 27 نوفمبر 1997.

## وصلات خارجية
- باك ليونارد على موقعبيزبول رفرنس.كوم (الدوري الثانوي) (الإنجليزية)
- باك ليونارد على موقع جمعية أبحاث البيسبول الأمريكية (الإنجليزية)
- باك ليونارد على موقع قاعة مشاهير كرة القاعدة (الإنجليزية)
- باك ليونارد على موقع قاعة كارولاينا الشمالية للمشاهير الرياضية (الإنجليزية)
- باك ليونارد على موقع الموسوعة البريطانية (الإنجليزية)